# Anii lui Christos
Anii lui Christos sau Cel cu vârsta lui Hristos (titlul original Kristove roky sau Kristova léta) este un film cehoslovac alb-negru (cu o secvență color) din 1967 regizat de Juraj Jakubisko (debut regizoral) și produs de studioul de film Koliba. A avut premiera la 13 octombrie 1967 în Cehoslovacia. Este primul film de lungmetraj al regizorului slovac. Anii lui Christos a câștigat un premiu FIPRESCI și un premiu Josef von Sternberg în Mannheim, Germania.

## Prezentare
Este un film autobiografic care se concentrează asupra pictorului slovac Juraj (Jirí Sýkora). Acesta trăiește în Praga și a ajuns la „vârsta lui Hristos”, un centru imaginar al vieții sale, punct în care va decide ce o să facă în continuare.
Cuprins de îndoieli, se întreabă, după ce face cunoștință cu Jana (Jana Stehnová), care este sensul artei, al vieții și al dragostei.
Jana este un simbol al libertății și al purității, însă adevărata apropiere între cei doi întârzie să se întâmple.
Față de fratele său Andrei (Vlado Müller), pilot militar și prin urmare un om care știe ce vrea de la viață, Juraj este aparent dezarmat. Jana oscilează între cei doi, ca o metaforă a alegerii între certitudinea calmă și neliniștea creației.
Moartea lui Andrei marchează finalul unui stadiu, ea este stupidă, ca un semn al neputinței schimbării și al perfecționării.

## Analiză
Regizorul Jakubisek a avut inițial intenția de a filma în stilul lui Michelangelo Antonioni. Dar, după realizarea scenariului de către Lubor Dohnal, filmul a fost turnat în stilul lui Federico Fellini. Produsul final a fost influențat și de faptul că actorul inițial destinat să joace personajul principal ar fi fost Josef Abrhám, acesta însă a refuzat rolul.
Filmul este alb-negru, cu imagini care susțin un ritm inegal, sufocat uneori, când calm, simbolizând certitudinea naturii. Într-o scenă, în curtea unui spital, ecranul prinde culoare pe penajul unui păun, lucru neobservat de personajele filmului, doar de Juraj și de spectatori. Complicitatea nu poate fi refuzată, nicio scenă nu mai este color până la finalul filmului.

## Distribuție
- Jirí Sýkora - Juraj, un pictor la limita dintre tinerețe și maturitate
- Jana Stehnová - Jana
- Vlado Müller - Andrei, fratele lui Juraj, este pilot militar pe un avion cu reacție
- Miriam Kantorková - Marta
- Mária Sýkorová - 	Granny
- Viktor Blaho - tatăl lui Juraj
- Zdenek Týle - Pelnár
- Jirí Stehno - Chaplain
- Robert Krásny - Marcel

## Primire
În momentul apariției filmului, regizorul era considerat una din marile speranțe ale filmului modern contemporan. Filmul a primit un premiu FIPRESCI și un premiu Josef von Sternberg în Mannheim, Germania.

## Legături externe
- Anii lui Christos la Internet Movie Database
- Anii lui Christos, Kristove roky Arhivat în 9 iunie 2007, la Wayback Machine. la Jakubiskofilm.com
- sk  Anii lui Christos, Kristove roky Arhivat în 20 aprilie 2012, la Wayback Machine. la SFD.sk
- Anii lui Christos, Kristove roky la Csfd.cz (baza de date a filmului cehoslovac)
- Anii lui Christos, Kristove roky la Kinobox.cz